# 李玲 (1931年)
李玲（1931年9月—2024年7月9日），女，山东单县人，中华人民共和国政治人物，曾任贵州省人民检察院检察长，贵州省人大常委会副主任。